# Khadia
Genre
Classification phylogénétique
Khadia N.E.Br. est un genre de plantes de la famille des Aizoaceae.
Khadia N.E.Br., in Gard. Chron., ser. 3. 88: 279 (1930), in clave ; et in Gard. Chron.,  ser. 3, 89: 279 (1931) [descr. ampl.]
Type : Khadia acutipetala (N.E.Br.) N.E.Br. (Mesembryanthemum acutipetalum N.E.Br.) ; Lectotypus [Phillips, Gen. S. African Fl. Pl., ed. 2: 306 (1951)]

## Liste des espèces
- Khadia acutipetala (N.E.Br.) N.E.Br.
- Khadia alticola Chess. & H.E.K.Hartmann
- Khadia beswickii (L.Bolus) N.E.Br.
- Khadia borealis L.Bolus
- Khadia carolinensis (L.Bolus) L.Bolus
- Khadia media P.J.D.Winter & N.Hahn
- Khadia nationae (N.E.Br.) N.E.Br.
- Khadia nelsonii N.E.Br.